# Анистон (Мисури)
Анистон (енгл. Anniston) град је у америчкој савезној држави Мисури.

## Демографија
По попису из 2010. године број становника је 232, што је 53 (-18,6%) становника мање него 2000. године.
| Група             | 2000.       | 2010.       |
| Белци             | 277 (97,2%) | 226 (97,4%) |
| Афроамериканци    | 7 (2,5%)    | 5 (2,2%)    |
| Азијати           | 0 (0,0%)    | 0 (0,0%)    |
| Хиспаноамериканци | 1 (0,4%)    | 0 (0,0%)    |
| Укупно            | 285         | 232         |